# Xerephedromyia bipartita
Xerephedromyia bipartita är en tvåvingeart som beskrevs av Boris Mamaev 1972. Xerephedromyia bipartita ingår i släktet Xerephedromyia och familjen gallmyggor.
Artens utbredningsområde är Uzbekistan. Inga underarter finns listade i Catalogue of Life.